# Potuliny (przystanek kolejowy)
Potuliny – nieczynny przystanek kolei wąskotorowej w Potulinach, w województwie zachodniopomorskim, w Polsce. Został zamknięty w 1961 roku.